# Панов, Пётр Вячеславович
Пётр Вячесла́вович Пано́в (род. 7 января 1965, Кунгур, Пермская область, РСФСР, СССР) — российский политолог, специалист в области сравнительных исследований политических институтов, политических партий, выборов; изучения проблем институционализации и легитимации политического режима в постсоветской России. Доктор политических наук (2011), профессор кафедры политических наук Пермского университета, главный научный сотрудник Отдела по исследованию политических институтов и процессов ПФИЦ УрО РАН.

## Биография
В 1986 году окончил исторический факультет Пермского государственного университета, до 1990 года работал преподавателем кафедры истории КПСС (политической истории), там же учился в аспирантуре. 23 декабря 1992 года под руководством В. Ф. Попова и М. Г. Суслова защитил в ПГУ кандидатскую диссертацию «Партия большевиков и советы Урала в годы нэпа: эволюция механизма местной власти» (официальные оппоненты А. В. Бакунин и Н. А. Невоструев). В 1993—1998 — доцент кафедры политической истории ПГУ.
С 1998 года работает на кафедре политических наук ПГУ, с 2012 года — профессор. В 2003 году проходил стажировку в Центрально-европейском университете в Будапеште и Университете Ньюкасла, в 2007 году — в Центре Восточноазиатских исследований Института международных исследований (Монтерей, США), в 2008 году в Институте Кеннана Международного исследовательского центра Вудро Вильсона (Вашингтон, США).
24 мая 2011 года на факультете государственного управления МГУ защитил докторскую диссертацию «Политический порядок: проблема концептуализации и институционализации» (официальные оппоненты М. В. Ильин, О. Ю. Малинова, А. В. Рыбаков). Заведовал кафедрой государственного управления и истории ПНИПУ (2012—2014). В ПГНИУ читает курсы «Псефология», «Сравнительные методы политических исследований», «Теория политики»; ведёт научно-исследовательский семинар по политическим исследованиям.
Член Российской ассоциации политической науки, координатор исследовательского комитета РАПН по институциональным исследованиям, член Научного совета РАПН. Входит в состав редколлегии журналов «Политическая наука» и «Russian Politics» (Университет Данди, Великобритания), заместитель главного редактора журнала «Вестник Пермского университета. Серия Политология»
Руководитель и участник различных исследовательских проектов, в том числе по грантам фонда Макартуров, РГНФ, РФФИ и РНФ. Член диссертационного совета по специальности: 23.00.02 — политические институты, этнополитическая конфликтология, национальные и политические процессы, технологии, политические науки (Пермский государственный университет). Лауреат конкурсов РАПН на лучшие научно-методические работы (2005, 2006), премии журнала «ПОЛИС» за серию работ в рамках виртуальной мастерской по сравнительной политологии, премии Пермского края I степени в области науки по социологии и политологии (2007).
Автор более 100 научных работ, участник около 20 международных конференций.

## Основные работы
Книги
- Теории политических институтов: Учебное пособие. Пермь, 2004. — 219 c.;
- Институциональные основания устойчивости и фрагментации политического порядка в постсоветской России. Пермь, 2008. — 245 с.;
- Сообщества как политический феномен / под ред. П. В. Панова, К. А. Сулимова, Л. А. Фадеевой. М.: Российская политическая энциклопедия (РОССПЭН), 2009. — 248 с. — (Политология России);
- Институты, идентичности, практики: теоретическая модель политического порядка — М.: Российская политическая энциклопедия (РОССПЭН), 2011. — 230 с.;
- Граждане и политические практики в современной России: воспроизводство и трансформация институционального порядка / под ред. С. В. Патрушева, С. Г. Айвазовой, П. В. Панова. М., 2011. — 318 с. — (Библиотека РАПН);
- Борьба за идентичность и новые институты коммуникаций / под. ред. П. В. Панова, К. А. Сулимова, Л. А. Фадеевой. — М.: РОССПЭН, 2012. — 261, [2] с. — (Политология России (ПР)).; ISBN 978-5-8243-1725-1;
- Губернаторский корпус в условиях трансформации политической системы Российской Федерации / под ред. Я. Г. Ашихминой, П. В. Панова, О. Б. Подвинцева. — Пермь, 2014. — 306 с.;
- Преемники и преемничество в современной политике: Россия и мир в сравнительной перспективе / под ред. Н. В. Борисовой, П. В. Панова, К. А. Сулимова; Перм. гос. нац. исслед. ун-т. — Пермь, 2014. — 152 с.;
- Балансируя притязания: этнические региональные автономии, целостность государства и права этнических меньшинств / под ред. П. В. Панова. М.: Политическая энциклопедия, 2017.

Статьи и главы в коллективных трудах
- Трансформации политических институтов в России: кросстемпоральный сравнительный анализ // ПолИс. 2002. № 6;
- Панов П. В., Пунина К. А. Конфликты и «порядок» в региональном парламенте (на примере Законодательного собрания Пермской области) // ПолИс. 2003. № 6;
- Ашихмина Я. Г., Панов П. В., Подвинцев О. Б. О критериях оценки выборов // ПолИс. 2004. № 4;
- «Централизация» глазами регионалистики // ПолИс. 2004. № 5;
- Изменение электоральных институтов в России (кроссрегиональный сравнительный анализ) // ПолИс. 2004. № 6. С. 16—28;
- Реформа региональных избирательных систем и развитие политических партий в регионах России (кроссрегиональный сравнительный анализ) // ПолИс. 2005. № 5.С. 102—117;
- Институционализм рационального выбора: потенциал и пределы возможностей // Институциональная политология: современный институционализм и политическая трансформация России / под ред. С. В. Патрушева. М., 2006. С. 43—92;
- Региональные политические процессы в РФ в «эпоху Путина»: унификация или диверсификация? // ПОЛИЭКС. 2006. № 4;
- Политическое сообщество: конструирование и институционализация // ПолИс. 2007. № 1. С. 94—103;
- Рекрутирование губернатора в условиях неопределенности: «пермский случай» // Политическая наука. 2007. № 2. С. 148—171;
- Political Processes in Russian Regions in the Framework of Centralization Policy // Helfrich H., Dakhin A., Holter E., Arzhenovskiy I. (eds.) Impact of Culture on Human Interaction: Clash or Challenge? Gottingen: Hogrefe & Huber, 2008. P. 85-98;
- Институциональные политические практики в России 1990-х и 2000-х годов // Два президентских срока В. В. Путина: Динамика перемен: Сборник научных трудов / РАН. ИНИОН. Отв. ред. Н. Ю. Лапина. М., 2008. С. 50—71;
- Конструирование образа России в официальном политическом дискурсе 1990—2000-х гг. (по материалам ежегодных посланий Президента РФ) // Образ России в мире: становление, восприятие, трансформация / отв. ред. И. С. Семененко. — М.: ИМЭМО РАН, 2008. — С. 107—118;
- Локальная политика в разных измерениях // Политическая наука. 2008. № 3. С. 9—31;
- «Объединение» vs «присоединение»: сравнительный анализ первых случаев укрупнения субъектов Российской Федерации // Россия и современный мир. 2008. № 2;
- Выборы в России: институциональная перспектива // ПолИс. 2008. № 5. С. 99—112;
- Russian Political Parties and Regional Political Processes: The Problem of Effective Representation // Ross C., Campbell A. (eds.) Federalism and Local Politics in Russia. London, New York: Routledge, 2009. P. 150—183;
- Электоральные практики: проблемы концептуализации и варианты институционализации // Власть в России: элиты и институты / Под ред. А. В. Дуки. СПб.: Интерсоцис, 2009. С. 36—56;
- Институциональный порядок: подходы к осмыслению и исследованию // Политическая наука. 2009. № 3. С. 20—38;
- Электоральные практики на конкурентных и неконкурентных выборах в современной России // Российское электоральное обозрение. 2009. № 2. С. 44—56;
- Электоральные практики и партикуляристская дистрибуция ресурсов в Пермском крае // Вестник Пермского университета. Серия «Политология». 2009. Вып. 4(8). С. 65—71;
- Electoral Practices at the Sub-National Level in Contemporary Russia // Gel’man V., Ross C. (eds.) The Politics of Sub-National Authoritarianism in Russia. Ashgate, 2010. P. 151—170;
- Nation-building in post-Soviet Russia: What kind of nationalism is produced by the Kremlin? // Journal of Eurasian Studies. Volume 1, Issue 2 (July 2010): Disciplinary and Regional Trends in Russian and Eurasian Studies: Retrospective Glances and New Steps. P. 85—94;
- Единая Россия как инструмент консолидации элит на местных выборах // Политические партии и политическая конкуренция в демократических и недемократических режимах. Под ред. Ю. Г. Коргунюка, Е. Ю. Мелешкиной, Г. М. Михалевой. — М.: КМК, 2010. С. 148—162;
- Политический порядок и проблема воспроизводства власти: институт преемника // Политэкс. 2010. № 3. С.19—33;
- Электоральный партикуляризм: где и как искать «следы»? // Российские властные институты и элиты в трансформации / отв. ред. А. В. Дука. СПб.: Интерсоцис, 2011. — 326 с. — С. 117—144.
- Панов П. В., Сулимов К. А. Преемничество как способ воспроизводства власти: проблемы концептуализации // Вестник Пермского университета. Серия «Политология». 2011. № 4. С. 31—42;
- Гуляева А. Г., Панов П. В. Преемничество как практика воспроизводства власти в «Черной Африке» // Вестник Пермского университета. Серия Политология. 2012. № 3. С. 103—116;
- Зуйкина А. С., Панов П. В. Приоритеты региональных властей и «политика бездействия» в Пермском крае // Вестник Пермского университета. Серия Политология. 2012. № 4. С. 90—106;
- Институциональная устойчивость фрагментированых политий // Политическая наука. 2012. № 3. С. 31—49;
- Фрагментированный политический порядок как институциональный вызов XXI века: конфликт между универсалистскими политическими формами и партикуляристскими политическими практиками // Власть и политика: институциональные вызовы XXI века. Политическая наука: Ежегодник 2012 / Российская ассоциация политической науки; гл. ред. А. И. Соловьев. — М.: Российская политическая энциклопедия (РОССПЭН), 2012. — С. 8—29;
- Панов П. В., Подвинцев О. Б. Преемничество как модель воспроизводства власти на постсоветском пространстве // Властные структуры и группы доминирования / под ред. А. В. Дуки. СПб.: Интерсоцис, 2012. С. 263—285;
- Институты и практики специального представительства коренных народов Севера в региональных парламентах // Власть. 2013. № 10. С. 54—58;
- Panov P., Ross С. Sub-National Elections in Russia: Variations in United Russia’s Domination of Regional Assemblies // Europe-Asia Studies. 2013. Volume 65, Issue 4. Р. 737—752.
- Panov P., Ross С. Patterns of Electoral Contestation in Russian Regional Assemblies: Between «Competitive» and «Hegemonic» Authoritarianism. — Demokratizatsiya: The Journal of Post-Soviet Democratization. 2013. Volume 21, Issue3. Р. 369—399;
- Стратегии региональных властей на выборах глав муниципальных образований в Пермском крае // Вестник Пермского университета. Серия Политология. 2014. № 4. С. 5—15;
- Панов П. В., Сулимов К. А. Смена лидера и пределы президентского персонализма: перспективы варианта «преемник» в странах Закавказья и Центральной Азии // Политическая наука. 2014. № 1. С. 134—158;
- Институциональные модели организации власти в полиэтнических обществах: варианты, проблемы и решения // Российская политическая наука: Идеи, концепции, методы. — М.: Аспект Пресс, 2015. — 375 с. (Российская политическая наука: Истоки и перспективы). С. 289—306;
- Институциональные политические исследования // Структурные трансформации и развитие отечественных школ политологии / Под ред. О. В. Гаман-Голутвиной. — М.: Аспект Пресс, 2015.— (Российская политическая наука: Истоки и перспективы). — С. 93-111;
- Институционализм(ы): объяснительные модели и причинность // ПолИс. 2015. № 3. С. 39—55;
- Этничность и распределение властных позиций в полиэтническом обществе: проблемы и решения // Российский Кавказ: проблемы, поиски, решения / под общ. ред. Р. Г. Абдулатипова, А.-Н. З. Дибирова. — М.: Аспект Пресс, 2015. — С. 148—158;
- Панов П. В., Филиппова Е. Ю. Практики распределения властных позиций в российских «национальных республиках»: проблема межэтнического баланса // Вестник Пермского университета. Серия Политология. 2015. № 3. С. 33—49;
- Panov P., Ross С. 2016. Explanatory Factors for Electoral Turnout in the Russian Federation: The Regional Dimension // Demokratizatsiya: The Journal of Post-Soviet Democratization. Volume 24, Issue 3, Summer 2016, pp. 351—370.
- In Search of Inter-Ethnic Balance: Ethnic Composition and Informal Power-Sharing in Russian National Republics // European Politics and Society. 2016. Volume 17, Issue 3, pp. 353—372, DOI: 10.1080/23745118.2016.1183744
- How Do Governors Build a Power Vertical in the Context of Mayoral Elections? // Russian Politics. 2016. Volume 1, Issue 3, pp. 252—268.
- Panov P., Ross С. 2016. Levels of Centralisation and Autonomy in Russia’s ‘Party of Power’: Cross-Regional Variations. // Europe-Asia Studies. Volume 68, Issue 2, pp. 232—252, DOI: 10.1080/09668136.2015.1125854
- Панов П. В., Петрова Р. И. Представительные органы МСУ как канал лоббирования интересов региона: новая система рекрутирования глав МСУ // Вестник Пермского университета. Серия Политология. 2017. № 2. С. 109—119.
- Минаева Э. Ю., Панов П. В. Этнические региональные автономии: Вариативность соотношения этнических и политико-административных границ // Политическая наука. 2017. № 4. С. 178—205.
- Языки меньшинств в школьном образовании в России: масштабы и факторы вариативности // Вестник Пермского университета. Серия Политология. 2018. № 3. С. 120—137.
- Panov P., Ross С. The Dynamic Nationalisation of Voting for United Russia: The Stability / Instability of Regional Deviations from National Results // East European Politics. 2018. Volume 34. Issue 1, рр. 97-114. DOI: 10.1080/21599165.2017.1415886
- Panov P., Semenov A. The World of Ethnic Regional Autonomies: Introducing the New Dataset // Nationalism and Ethnic Politics. 2018. Vol. 24. Issue 4, pp. 478—501. DOI: 10.1080/13537113.2018.1522763